# Exocatácelos
Exocatácelos, Exocatacoeli o Exokatakoiloi (del griego ἐξωκατάκοιλοι) y latinizado como Exocatacœli), es un término ya atestiguado en el siglo XI para designar a los principales dignatarios eclesiásticos del patriarca de Constantinopla o a un obispo de la Iglesia ortodoxa. 
Según el antioqueño Teodoro Balsamón (patriarca entre 1185 y 1199), los exocatácelos eran diáconos, cinco en número: el Magnus Oeconomus, mayordomo o ecónomo (donde el oficial del patriarca llevaba el prefijo magnus o megas, "grande"), el Magnus Sacellarius, tesorero o gran sacelario, el Magnus Scevophylax, sacristán o gran escevofílax, el Magnus Chartophilax, encargado del registro o cartofílax y el Proepositus parvo Sacello, jefe de los sacelarios. Bajo Alejo I Comneno (r. 1081–1118), el patriarca de Constantinopla Jorge II Xifilín (r. 1191–1198) agregó un sexto, llamado Protecdicus.
Estaban considerados doctos y de gran autoridad pues en las procesiones precedían a los obispos, como si fueran cardenales y delante del Papa, como en el Concilio Florentino, le besaron la mano  y la palma, pero no el pie.